# Lurtz
Lurtz is een personage uit de filmtrilogie The Lord of the Rings gebaseerd op de boeken van J.R.R. Tolkien.
Lurtz is een ork, behorend tot de stam van de Uruk-hai die gecreëerd is door Saruman. Hij is in het eerste deel van de trilogie de leider van de stam van de uruk-hai. Hij krijgt de opdracht om de hobbit Frodo met de ring te pakken te krijgen. Lurtz geeft om niemand, zelfs niet om zijn eigen Uruk-hai leger. Opmerkelijk is dat hij bij zijn geboorte direct een ork vermoordde. Lurtz is bewapend met een zwaard en een boog.

## Filmrol
Op Amon Hen wordt Lurtz gedood door Aragorn. Lurtz is ook het personage dat een lid van het reisgenootschap doodt, namelijk Boromir, zoon van Denethor II. Hij werd geïntroduceerd door de regisseur van de film, Peter Jackson, om het kwaad in de eerste film meer een gezicht te geven en om Boromir niet door een onbekende te laten ombrengen. In de film wordt dit personage vertolkt door de acteur Lawrence Makoare.

## Lurtz in de computer games
Lurtz is een baas in het spel The Lord of the Rings: The Two Towers. Hij is daar de baas van het level Amon Hen. Lurtz is ook een held die je kunt maken in de spellen van The Lord of the Rings: The Battle for Middle-earth, in deel 1 en 2 is hij mogelijk bij het volk Isengard. In het spel The Lord of the Rings: Conquest is Lurtz een speelbare schurk.